# Oliver Wood (Radsportler)
Oliver „Ollie“ Wood (* 26. November 1995 in Wakefield) ist ein britischer Radsportler. Er ist ein Spezialist für die Mannschaftsverfolgung auf der Bahn.

## Sportliche Laufbahn
Oliver Wood folgte dem Vorbild seines Vaters und begann mit dem Radsport. 2011 wurde er in das British Cycling’s Olympic Development Programme aufgenommen und 2013 in die British Cycling Olympic Academy. Im selben Jahr hatte er sein Debüt im Bahnrad-Weltcup. 2014 errang er bei den U23-Bahn-Europameisterschaften die Silbermedaille im Scratch. Im selben Jahr stellte er bei einem Rennen der Revolution-Serie gemeinsam mit Ed Clancy mit 54,537 Sekunden einen neuen 1000-Meter-Weltrekord im Zweier-Mannschaftsfahren auf, ein Rekord, der zuvor von Chris Hoy und Arnaud Tournant gehalten wurde.
2015 wurde Wood U23-Europameister in der Mannschaftsverfolgung, gemeinsam mit Germain Burton, Matthew Gibson und Christopher Latham; im Omnium wurde er Vize-Europameister. Im Jahr darauf gewann er gemeinsam mit Mark Stewart, Kian Emadi, Andrew Tennant und Matthew Bostock in der Mannschaftsverfolgung den ersten Lauf des Bahnrad-Weltcups in Glasgow; bei den Europameisterschaften der Elite gewann der britische Vierer mit Wood Bronze. 2017 belegte er beim Rennen der U23 der Straßenweltmeisterschaften Platz vier.
Beim Lauf des Weltcups in Manchester holte der britische Vierer mit Wood erneut Gold, bei den Commonwealth Games Silber. Jeweils Bronze gewann er bei den Europameisterschaften 2018 mit Ethan Hayter im Zweier-Mannschaftsfahren sowie der Mannschaftsverfolgung. 2019 wurde der Vierer mit  Ed Clancy, Kian Emadi, Charlie Tanfield und Ethan Hayter Vize-Weltmeister. Bei den Europameisterschaften errang Wood im Omnium eine Einzelmedaille, ebenso bei den Europameisterschaften im Scratch im Jahr darauf. 2021 gehörte er zu den britischen Vierer-Teams, die es bei den Europa- und den Weltmeisterschaften  jeweils die Bronze in der Mannschaftsverfolgung gewannen. Bei den Commonwealth Games 2022 belegte er im Punktefahren Platz drei. Bei den Bahnradsport-Weltmeisterschaften 2022 wurde er mit Ethan Hayter, Ethan Vernon und Daniel Bigham Weltmeister in der Mannschaftsverfolgung.
Bei den Olympischen Spielen 2024 in Paris gewann Wood als Mitglied des britischen Teams die Silbermedaille in der Mannschaftsverfolgung. Im Madison kam er mit Mark Stewart auf den neunten Platz.

## Erfolge
2013
- Britischer Junioren-Meister – Zweier-Mannschaftsfahren (mit Jacob Ragan)

2014
- U23-Europameisterschaft – Scratch
- Britischer Meister – Scratch, Mannschaftsverfolgung (mit Germain Burton, Christopher Latham und Chris Lawless)

2015
- Europameister (U23) – Mannschaftsverfolgung (mit Germain Burton, Matthew Gibson und Christopher Latham)
- Europameisterschaft (U23) – Omnium
- Britischer Meister – Punktefahren, Mannschaftsverfolgung (mit Germain Burton, Matthew Gibson und Christopher Latham)

2016
- Weltcup in Glasgow – Mannschaftsverfolgung (mit Mark Stewart, Kian Emadi, Andrew Tennant und Matthew Bostock)
- Europameisterschaft – Mannschaftsverfolgung (mit Matthew Bostock, Kian Emadi und Mark Stewart)
- Europameisterschaft (U23) – Mannschaftsverfolgung (mit Matthew Bostock, Joe Holt und Mark Stewart)

2017
- Weltcup in Manchester – Mannschaftsverfolgung (mit Ed Clancy, Steven Burke und Kian Emadi)

2018
- Commonwealth Games – Mannschaftsverfolgung (mit Ethan Hayter, Kian Emadi und Charlie Tanfield)
- Europameisterschaft – Zweier-Mannschaftsfahren (mit Ethan Hayter)
- Europameisterschaft – Mannschaftsverfolgung (mit Kian Emadi, Steven Burke, Ethan Hayter und Charlie Tanfield)
- Britischer Meister – Scratch

2019
- Weltmeisterschaft – Mannschaftsverfolgung (mit Ed Clancy, Kian Emadi, Charlie Tanfield und Ethan Hayter)
- Europameisterschaft – Omnium, Mannschaftsverfolgung (mit Ed Clancy, Ethan Hayter und Charlie Tanfield)

2020
- Europameisterschaft – Scratch

2021
- Europameisterschaft – Mannschaftsverfolgung (mit Rhys Britton, William Tidball und Charlie Tanfield)
- Weltmeisterschaft – Mannschaftsverfolgung (mit Ethan Vernon, Charlie Tanfield, Ethan Hayter und Kian Emadi)

2022
- Commonwealth Games – Punktefahren
- Nations Cup in Glasgow – Omnium
- Europameisterschaft – Mannschaftsverfolgung (mit Rhys Britton, Kian Emadi, William Tidball und Charlie Tanfield)
- Weltmeister – Mannschaftsverfolgung (mit Ethan Hayter, Ethan Vernon und Daniel Bigham)
- Weltmeisterschaft – Zweier-Mannschaftsfahren (mit Ethan Hayter)
- Track Champions League – drei Einzelsiege

2023
- Europameister – Scratch
- Europameisterschaft – Mannschaftsverfolgung (mit Charlie Tanfield, Ethan Vernon und Daniel Bigham)
- Nations Cup in Milton – Mannschaftsverfolgung (mit Josh Charlton, Daniel Bigham und Michael Gill)
- Weltmeisterschaft – Zweier-Mannschaftsfahren (mit Mark Stewart)

2024
- Europameister – Mannschaftsverfolgung (mit Charlie Tanfield, Ethan Hayter, Ethan Vernon und Daniel Bigham)
- Nations Cup in Milton – Mannschaftsverfolgung (mit Ethan Hayter, Daniel Bigham, Ethan Vernon und Charlie Tanfield)
- Olympische Spiele – Mannschaftsverfolgung (mit Daniel Bigham, Ethan Hayter, Charlie Tanfield und Ethan Vernon)
- Weltmeisterschaft – Mannschaftsverfolgung (mit Josh Charlton, Charlie Tanfield, Ethan Hayter und Rhys Britton)

### Straße
2023
- Britischer Meister – Kriterium